# Ghusman Qossanow

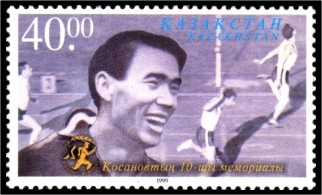
Kossanow auf einer kasachischen Briefmarke (1999)

Ghusman Syittyquly Qossanow (kasachisch Ғұсман Сыйттықұлы Қосанов, russisch Гусман Ситтыкович Косанов Gusman Sittykowitsch Kossanow, engl. Transkription Gusman Kosanov; * 25. Mai 1935 in Semei; † 19. Juli 1990 in Alma-Ata) war ein kasachischer Sprinter, der für die Sowjetunion startete.
Bei den Olympischen Spielen 1960 in Rom erreichte er über 100 Meter das Viertelfinale. In der 4-mal-100-Meter-Staffel gewann er mit der sowjetischen Mannschaft in der Besetzung Kossanow, Leonid Bartenew, Juri Konowalow und Edwin Osolin die Silbermedaille in 40,1 s hinter der deutschen Stafette, die mit 39,5 s einen Weltrekord aufstellte.
1964 schied er bei den Olympischen Spielen in Tokio über 100 Meter im Vorlauf aus und kam mit dem sowjetischen Team in der 4-mal-100-Meter-Staffel auf den fünften Platz.